# Autoroute A31 (France)
Pour les articles homonymes, voir A31.
L’autoroute A31 (aussi appelée autoroute de Lorraine-Bourgogne) relie la frontière franco-luxembourgeoise, dans le prolongement de l’A3 luxembourgeoise (au poste frontière de Zoufftgen), à Beaune où elle rejoint l’A6.
Elle fait partie des routes européennes E25, E21, E23 et E17 à partir de Langres. Elle est longue de 349 km.
Elle est gratuite du Luxembourg jusque Toul (péage de Gye). Elle dessert les villes de Thionville, Metz, Pont-à-Mousson, Nancy, Toul et Dijon. Elle traverse les deux premières, tandis qu'elle contourne les quatre suivantes.
Son débit est un des plus importants de France (100 000 véhicules par jour à la hauteur de Croix d'Hauconcourt) puisque se mêlent les déplacements interurbains du sillon mosellan et le transit de poids lourds et de véhicules légers en provenance ou à destination du Luxembourg, de la Belgique, des Pays-Bas ou de l'Allemagne vers le nord et en provenance et à destination de la Bourgogne et du sillon rhodanien vers le sud.

## Trafic et fréquentation
C'est ainsi que l'A31 cumule plusieurs vocations, qui ne vont pas sans poser de nombreux problèmes au niveau du trafic : d'abord, l'A31 est un axe européen incontournable (ou presque, voir A34 et A304) non seulement pour les vacanciers et routiers néerlandais, belges, luxembourgeois et allemands qui se rendent en masse dans le sud de la France mais aussi pour les routiers espagnols, portugais et italiens qui se rendent dans le nord-est de la France et le nord de l'Europe.
L'A31 est effectivement un maillon surchargé de l'axe Rotterdam-Lyon ou encore Rotterdam-Milan. Ensuite, entre Luxembourg et Toul, à l'ouest de Nancy, ce trafic international se double de déplacements inter-urbains intenses : les grandes villes du sillon lorrain (Nancy, Metz, Thionville) sont connectées par cette autoroute et elle sert de chemin de parcours quotidien pour les dizaines de milliers de frontaliers français se rendant chaque jour au Grand-duché. C'est sur cette autoroute, à hauteur de la sortie Nancy Centre (sens Metz-Nancy), que se situe le radar automatique qui a enregistré le plus d'infractions en France en 2010 avec une moyenne de 20 flashes à l'heure.
Un projet d'A31 bis est en cours de discussion, il consiste à réaménager l'A31 en 2 × 3 voies et créer des sections neuves. Ce projet permettrait à l'A31 actuelle de soulager son fort trafic. Mais ce projet est en contradiction avec l'accord de Paris sur le climat, qui impose la réduction des émissions de CO2.

## Le tronçon Luxembourg-Toul
La portion Toul-Luxembourg est la plus longue section gratuite autoroutière de France après l'A20 (section Vierzon à Brive-la-Gaillarde), l'A35, les deux sections de l'A75 encadrant le viaduc de Millau (section Clermont-Ferrand à Millau-nord et Millau-sud à Béziers) et l'A84.
Pour faire face au problème d'engorgement, il est question de doubler la portion gratuite de l'A31 par la construction de l'A32. Ce projet d'A32 est dans les cartons depuis 30 ans. En résumé, s'opposent les partisans d'une nouvelle autoroute (dont le tracé ne fait pas l'unanimité) et ceux préférant la mise à 2 × 3 voies complète de l'A31 jusqu'à Toul, le renforcement du maillage ferroviaire, le ferroutage et même le développement des voies d'eau. [réf. nécessaire]. Le projet A32 semble définitivement abandonné en 2014.
De nouvelles règles de circulation ont été mises en place en juin 2009, visant à interdire aux poids-lourds de doubler en journée (7 h-20 h) et à limiter la vitesse à 110 km/h partout et à 90 km/h dans les traversées d'agglomérations.
Gratuite du Luxembourg à Toul, le flot important de la circulation dégrade vite son état, même si ces dernières années des travaux de reclassement (traversée de Metz notamment) ont quelque peu amélioré cet état. L'A31 a en effet connu de très nombreux accidents mortels depuis sa création ; cependant, d'après les statistiques[Lesquelles ?] sur le sujet, elle n'est guère plus dangereuse qu'une autre autoroute.
En 2010, le Schéma national des infrastructures de transport (SNIT) recommande l'abandon de l'A32 et la mise à 2 × 3 voies de l'A31 entre Nancy et Metz. L'existence de l'emprise de cette voie permettrait un début du chantier dans les cinq ans. De plus, un barreau Dieulouard - Toul est recommandé pour décharger l'A31 au niveau de Nancy et un barreau entre l'A30 et l'A31 à l'ouest de Thionville est également recommandé pour soulager l'autoroute au niveau de la ville. Tous ces projets devraient être réalisés pour 2030.
De la frontière franco-luxembourgeoise jusqu'à Thionville-Nord, l'autoroute traverse exclusivement une zone champêtre d'où l'on peut apercevoir à l'est la centrale nucléaire de Cattenom. Thionville est traversée via la zone commerciale du Linkling. L'A31 surplombe en même temps la Moselle, la D 1 et la voie ferrée Luxembourg-Dijon par le viaduc de Beauregard. Un peu plus au sud, elle collecte le flot de circulation en provenance du contournement de Yutz. De ce point jusque Metz, elle constitue un des plus anciens tronçons autoroutiers de France, puisque mis en service dans les années 1960.
L'A31 reçoit ensuite l'A30 à hauteur de Richemont (Triangle de la Fensch, communément nommé « Patte d'Oie de Richemont »). À partir de là, elle est aménagée à 2 × 3 voies et traverse un habitat relativement dense, enserrée entre la Moselle et son canal et les faubourgs des villes composant le sillon mosellan. Elles croise l'A4, à hauteur de Hauconcourt. Elle collecte le trafic provenant de l'ouest (Paris, Reims notamment). Elle perd le trafic qui se détourne vers Metz-Est. Bien que disposant d'un contournement complet par l'est, la plupart des automobilistes traversant Metz empruntent l'A31, qui frôle le centre-ville. L'autoroute redevient à 2 × 2 voies, après l'échangeur Metz-Nord, pour une courte section de 2 kilomètres. Elle reprend sa configuration à 2 × 3 voies pour recevoir le trafic sortant de Metz et se dirigeant vers Nancy. Elle traverse la ZAC d'Augny, quasiment en son centre, avant de bifurquer plein sud vers Nancy.
L'autoroute collecte ensuite le flux provenant de la rocade sud-est de Metz et, par extension, de l'Est Mosellan et du Land de Sarre. Le parcours est champêtre. On passe sous la LGV Est européenne avant Pont-à-Mousson, tout en longeant les côtes de Moselle et les vignobles, visibles à hauteur de Marieulles entre autres. Le tracé devient plus sinueux au droit de Custines. On surplombe l'agglomération nancéienne. Nancy est contournée par le Nord-Ouest. Sa traversée s'effectue en 2 × 2 ou 2 × 3 voies. L'A31 se divise ensuite en deux axes autoroutiers : l'A33, filant plein est, est le prolongement de la N4, assurant les liaisons avec Épinal-Besançon (N57), Colmar-Saint-Dié (N59) et Sarrebourg (N4). Et l'A31, vers Toul et Beaune. À ce stade, l'autoroute file plein ouest, traversant la forêt de Haye. Elle dessert Toul, avant de se diviser de nouveau. Vers l'ouest, par la N4, on dessert Bar-le-Duc, Saint-Dizier et Paris. Vers le Sud, on reste sur l'A31, qui devient payante au niveau du péage de Gye.

## Le tronçon Toul-Beaune
L'A31 perd alors sa vocation de desserte interne de la conurbation lorraine, ne conservant que sa vocation interurbaine. Elle ne dessert plus aucune ville d'importance avant Dijon, 200 kilomètres plus loin. Le trafic chute brutalement. La vitesse limite autorisée est de nouveau fixée à 130 km/h. Hormis lors des périodes transhumances estivales, la section Toul-Langres est peu fréquentée. D'une autoroute au trafic très dense et aux échangeurs rapprochés, on passe à une section à faible trafic, avec des échangeurs espacés (plus de vingt kilomètres souvent).
Après le péage de Gye, le tracé rencontre des villes moyennes. L'A31 entre dans le département des Vosges, dont une des sous-préfectures, Neufchâteau, est contournée par l'Est. Son passage dans l'Ouest vosgien est marqué par un paysage de hauts-plateaux et de grandes forêts. Les villes thermales de Vittel et Contrexéville sont mieux desservies, éloignées de seulement quelques kilomètres de l'autoroute. Puis le tracé s'engage dans les collines du Bassigny, à une altitude avoisinant les 350-400 mètres puis pénètre, toujours dans le Grand Est, en Haute-Marne, la ville de Langres est contournée par le nord-ouest, à plus de dix kilomètres. L'A31 collecte le flux venant de l'A5 (trafic en provenance du Nord de la France, de Troyes, de Paris et de Belgique). Pour contenir ce trafic, elle a été mise à 2 × 3 voies jusqu'à son terme à Beaune. L'A31 pénètre en Bourgogne peu avant Selongey. Elle contourne Dijon par l'est. Cependant, la ville est desservie, dans son accès Est comme Sud, par deux itinéraires à chaussées séparées. Elle croise ensuite l'A39, autoroute de liaison qui permet de rejoindre les Alpes, le Jura et Grenoble sans passer par Lyon. L'A31 dessert Nuits-Saint-Georges, puis rejoint l'A6 en provenance de Paris et vers Lyon.

## Limitations de vitesse
- Luxembourg - Thionville-ouest : 110 km/h (130 km/h sur territoire luxembourgeois)
- Thionville-ouest - Thionville-est : 90 km/h
- Thionville - Metz-nord : 110 km/h
- Metz-nord - Metz-sud : 90 km/h
- Metz-sud - Nancy-nord : 110 km/h
- Nancy-nord - Nancy-ouest : 90 km/h
- Nancy-ouest - Toul : 110 km/h
- Toul - jonction A6 : 130 km/h

Un projet de limitation de vitesse prévoyant notamment la disparition des sections à 130 km/h (remplacées par des sections à 110 km/h) et une interdiction de doubler s'appliquant aux poids lourds est entrée en vigueur le 10 juillet 2009.

## Travaux sur A31
- 2008 : 200 km de voies nouvelles ont été aménagées en 3 ans. L'élargissement de 2 à 3 voies est réalisé sur la totalité du tronçon entre Beaune et Langres (sur 98 km, excepté entre les échangeurs autoroutiers avec l'A311 et l'A39)[5]. Les travaux sont estimés à 310 millions d'euros, entièrement financés par APRR (Autoroutes Paris Rhin Rhône).

## Carrefours autoroutiers
- Croix de Vignoles entre l'A31 et l'A6 vers Paris et Auxerre près de Beaune.
- Croix de Ladoix-Serrigny entre l'A31 et l'A36 vers Dole, Besançon, Mulhouse et Strasbourg près de Beaune.
- Entre l'A31 et l'A311 vers Dijon.
- Entre l'A31 et l'A39 vers Dole, Besançon, Mulhouse, Strasbourg et Genève, près de Dijon.
- Entre l'A31 et l'A5 vers Paris, Troyes, Reims, Lille et Chaumont près de Langres.
- Près de Nancy un carrefour autoroutier (appelé « échangeur origine ») entre l'A31 et l'A33 vers Lunéville, Saint-Dié et Strasbourg.
- Entre l'A31 et l'A313 vers Pont-à-Mousson.
- Croix d'Hauconcourt entre l'A31 et l'A4 vers Paris, Strasbourg, Verdun, Reims et Sarrebruck au nord de Metz.
- Patte d'oie de Richemont entre l'A31 et l'A30 vers Longwy entre Metz et Thionville.
- Entre l'A31 et l'A319 (en projet) au sud de Langres, vers Vesoul.

## Échangeurs
Section concédée à APRR et payante.
- Échangeur entre A31 et A6 (Croix de Vignoles) : Paris, Auxerre, Beaune, Lyon, Chalon-sur-Saône
  -  2 × 3 voies
- Échangeur entre A31 et A36 (Croix de Ladoix-Serrigny) : Dole, Besançon, Mulhouse, Strasbourg (demi-échangeur, de et vers Beaune)
  -  Aires de repos de Corgoloin (sens  Beaune-Luxembourg),  de Serrigny (sens Luxembourg-Beaune)
- 1 Nuits-Saint-Georges à 10 km : Nuits-Saint-Georges
  -  Aires de repos de Boncourt-le-Bois (sens  Beaune-Luxembourg),  de Flagey-Échezeaux (sens Luxembourg-Beaune)
  -  Aire de service de Gevrey-Chambertin (dans les deux sens)
- Échangeur entre A31 et A311 : Dijon (demi-échangeur, de et vers Beaune)
  -  Réduction à 2 × 2 voies

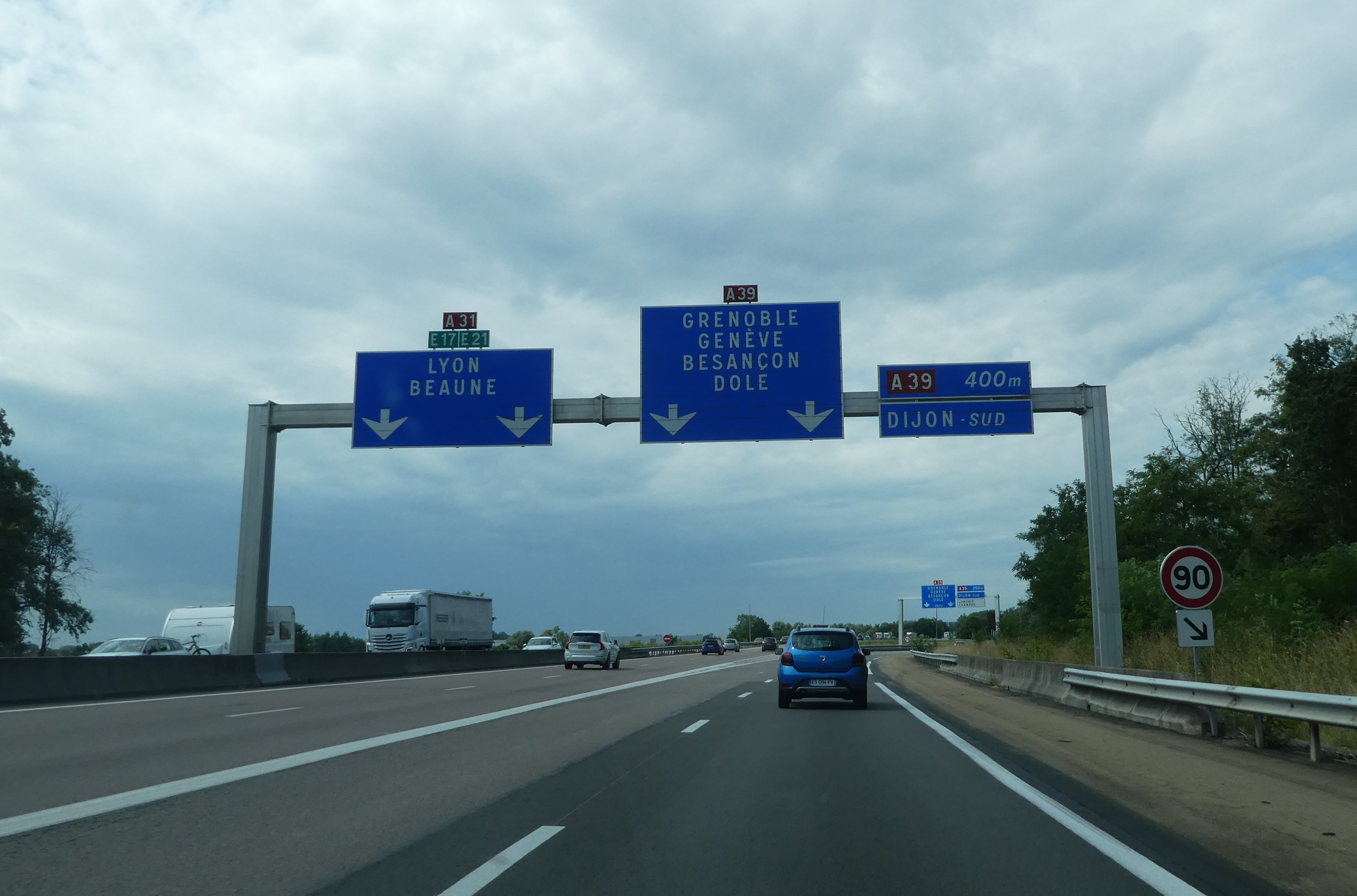
Échangeur A31 - A39 en provenance du nord de l'A31

- Échangeur entre A31 et A39 : Dijon - sud, Dole, Besançon, Mulhouse, Genève, Grenoble (Échangeur partiel, accès Beaune-Dijon / Dijon-Beaune impossible)
  -  2 × 3 voies
  -  Aires de repos du Pré d'Azur (sens  Beaune-Luxembourg),  de la Tille (sens Luxembourg-Beaune)
- 4 Arc-sur-Tille à 43 km : Arc-sur-Tille, Saint-Apollinaire, Gray, Dijon - centre, Vesoul
  -  Aires de service de Dijon Spoy (sens Beaune-Luxembourg),  de Dijon Brognon (sens Luxembourg-Beaune)
- 5 Til-Châtel à 65 km : Til-Châtel, Selongey, Is-sur-Tille, Châtillon-sur-Seine
  -  Aires de repos de La Villa des Tuillières (sens  Beaune-Luxembourg),  de Sainte Gertrude (sens Luxembourg-Beaune)

Passage du département de la Côte-d'Or à celui de la Haute-Marne. Passage de la région Bourgogne-Franche-Comté à celui de Grand Est
- -  Aires de repos de La Combe Suzon (sens  Beaune-Luxembourg),  de Fontenelle (sens Luxembourg-Beaune)
- 6 Langres - sud à 96 km : Langres, Gray, Châtillon-sur-Seine
  -  Aires de service de Langres Noidant (sens Beaune-Luxembourg),  de Langres Perrogney (sens Luxembourg-Beaune)
- Échangeur entre A31 et A5 : Paris, Lille, Troyes, Chaumont
  -  2 × 2 voies
- 7 Langres - nord à 115 km : Nogent, Langres, Vesoul
  -  Aires de repos du Val de Gris (sens  Beaune-Luxembourg),  de La Côte Robert (sens Luxembourg-Beaune)
  -  Aires de service du Val de Meuse (sens Beaune-Luxembourg),  de Montigny-le-Roi (sens Luxembourg-Beaune)
- 8 Montigny-le-Roi à 140 km : Montigny-le-Roi, Nogent, Bourbonne-les-Bains, Chaumont

Passage du département de la Haute-Marne à celui des Vosges.
- 8.1 Robecourt à 157 km : Bourmont, Lamarche +  Aires de repos du Bois de Chaumont (sens  Beaune-Luxembourg),  du Grand Repenti (sens Luxembourg-Beaune)
- 9 Bulgnéville à 171 km : Bulgnéville, Vittel, Contrexéville, Épinal
  -  Aires de service de Lorraine-Sandaucourt Les Rappes (sens Beaune-Luxembourg),  de Lorraine-Sandaucourt la Trelle (sens Luxembourg-Beaune)
- 10 Châtenois à 181 km : Châtenois, Mirecourt, Neufchâteau, Épinal
  -  Aires de repos du Val au Renard (sens  Beaune-Luxembourg),  du Grand Chêne (sens Luxembourg-Beaune)

Passage du département des Vosges à celui de la Meurthe-et-Moselle.
- -  Aires de repos de Malvaux (sens  Beaune-Luxembourg),  de Faverosse (sens Luxembourg-Beaune)
- 11 Colombey-les-Belles à 210 km : Colombey-les-Belles, Neuves-Maisons, Neufchâteau, Charmes
- Péage de Gye (à système fermé)

Section non-concédée gérée par la DIR Est et gratuite.
- 12 Gye à 223 km : ( Échangeur entre A31 et RN4) : Toul - centre, Paris, Reims, Troyes par RN, Bar-le-Duc

Début du tronc commun avec la RN4
- 13 Toul - sud à 227 km : Toul - Valcourt, Chaumont, Dijon par RD (demi-échangeur, de et vers Luxembourg)
  -  Aires de service de Toul Chaudenay (sens Beaune-Luxembourg),  de Toul Dommartin (sens Luxembourg-Beaune)
- 14 Toul - nord à 230 km : Toul - Croix de Metz, Toul - Z. I, Verdun
- 15 Dommartin-lès-Toul à 231 km : Toul, Dommartin-lès-Toul
- 16 Gondreville à 235 km : Gondreville, Velaine-en-Haye, Z. A. Internationale Gondreville-Fontenoy
  -  Aire de repos de La Forêt de Haye (sens  Beaune-Luxembourg).
- 17 Les Cinq Tranchées à 241 km : Verlaine-en-Haye, Parc de Haye, Sites Saint Jacques

Fin du tronc commun avec la RN4
- Échangeur entre A33 et A31 : Strasbourg, Besançon, Épinal, Lunéville, Nancy - sud,  CHRU de Nancy - Hôpitaux de Nancy-Brabois, Vandœuvre-lès-Nancy
- 18 Laxou à 245 km : Laxou, Nancy - centre, Nancy - Gentilly (demi-échangeur, de et vers Beaune)
- 19 Nancy - Gentilly à 247 km : Laxou, Nancy, Maxéville - Champ le Bœuf, Maxéville - Saint-Jacques (demi-échangeur, de et vers Luxembourg)
- 20 Nancy - Centre-Gare à 251 km : Nancy, Maxéville (demi-échangeur, de et vers Luxembourg)
  -  2 × 3 voies
- 21 Maxéville à 251,5 km : Nancy - centre, Nancy - Rives de Meurthe, Maxéville (demi-échangeur, de et vers Luxembourg)
- 22 Frouard à 252 km : Champigneulles, Frouard, Pompey, Liverdun
  -  Réduction à 2 voies
- 23 Bouxières-aux-Dames à 254 km : Sarreguemines, Bouxières-aux-Dames, Malzéville, Nancy - est
- 24 Custines à 257 km : Custines, Pompey
- 25 Belleville à 262 km : Belleville, Dieulouard, Pompey
  -  Aires de service de Loisy (sens Beaune-Luxembourg),  de L'Obrion (sens Luxembourg-Beaune) (Aires concédée à SANEF).
- Échangeur entre A31 et A313 ( 26) à 270 km : Pont-à-Mousson - sud, Verdun (demi-échangeur, de et vers Beaune)
- 27 Atton à 271 km : Atton, Nomeny
  -  Aires de repos du Bois du Juré (sens  Beaune-Luxembourg),  de Lesménils (sens Luxembourg-Beaune)
- 28 Lorraine à 277 km : Lesménils, Pont-à-Mousson - nord, Saint-Avold,  Aéroport régional,  Gare Lorraine TGV

Passage du département de la Meurthe-et-Moselle à celui de la Moselle.
- 29 Féy (RN 431) à 288 km : Féy, Marly, Pagny-sur-Moselle, Metz - est, Saarbrücken, Lac de Madine
- 30/30a/30b Jouy-aux-Arches à 293 km : Jouy-aux-Arches, Ars-sur-Moselle, Marly, Zone Actisud
  -  2 à 3 voies
- 31 Moulins-lès-Metz à 295 km : Moulins-lès-Metz, Montigny-lès-Metz, Briey, Ars-sur-Moselle, Verdun, Charleville-Mézières
- 32 Metz - centre à 299 km : Metz -  Centre-Gare, Montigny-lès-Metz, Technopole
- 33 Metz - nord : Metz - nord, Strasbourg, Sarrebrücken, Woippy, Pontiffroy,  Zones Industrielles
- 34 La Maxe : Woippy, La Maxe, Port de Metz +  Aire de service de La Maxe (sens Beaune-Luxembourg)
  -  Aire de service de Saint Rémy (sens Luxembourg-Beaune)
- Échangeur entre A31 et A4 (Croix de Hauconcourt) : Paris, Verdun, Reims, Strasbourg, Saarbrücken, Metz - est, Amnéville - Walygator Parc
- 35 Maizières-lès-Metz à 311 km : Maizières-lès-Metz, Hauconcourt, Ennery
- 36 Talange à 314 km : Talange, Hagondange
- 37 Mondelange à 316 km : Mondelange, Amnéville, Richemont, Ennery, Bousse
- Échangeur entre A31 et A30 (Patte d'oie de Richemont) : Longwy, Hayange, Florange, Fameck, Uckange (demi-échangeur, de et vers Beaune) 
  -  2 × 2 voies
- 37.1 Bertrange à 321 km : Guénange, Bertrange, Uckange (demi-échangeur, de et vers Luxembourg)
- 37.2 Illange à 324 km : Illange,  Yutz - est, Bouzonville, Trier, Saarlouis  Allemagne
- 38 Yutz à 326 km : Yutz - centre, Thionville - centre, Illange
- 39 Thionville - Beauregard à 328 km : Thionville, Terville, Uckange
- 40 Thionville - ouest  à 328,5 km : Thionville - centre  Bel Air, Thionville - Linkling, Cattenom, Mondorf-les-Bains
- 41 Terville à 330 km : Terville, Florange
- 42 Bétange à 331 km : Hayange, Florange, Briey, Bétange
- 43 Thionville - Elange à 333 km : Thionville - ouest, Nilvange, Algrange, Longwy
  -  Aires de repos d'Entrange (sens  Beaune-Luxembourg),  de Thionville-Porte de France (sens Luxembourg-Beaune)
- 44 Kanfen à 341 km : Hettange-Grande, Kanfen, Volmerange-les-Mines
  -  Fin de l'autoroute A31

 France /  Luxembourg Frontière franco-luxembourgeoise
- Entrée sur le territoire luxembourgeoise  : A3 vers Luxembourg

## Lieux sensibles
Zones de bouchons :
- Périphérie de Thionville (dans les deux sens) dès la sortie 37.1 ;
- Retour du Luxembourg aux heures dites de pointe (de 15 h à 20 h) ;
- Carrefour autoroutier avec l'A33 depuis (ou en direction) de Metz dans les deux sens de circulation. Bouchon lors des vacances scolaires (route pour aller vers les Vosges, le Jura) et lors des trajets urbains (Nancy - Metz - Luxembourg) ;
- Péage de Gye.

Globalement, c'est une autoroute très sensible.
À noter la mise en place depuis juin 2012 de caméras de vidéosurveillance qui permettent de surveiller la traversée de Thionville, la traversée de Metz ainsi que la côte Solvay au nord-ouest de Nancy (tous ces secteurs sont déjà limités à 90 km/h).

## Antennes

### A311
L'autoroute A311, ou A311, est une courte autoroute française, antenne de l'A31, reliant cette dernière à Dijon.

### A313
L'autoroute A313, ou A313, relie l'A31 à Pont-à-Mousson.

## Projets

### A31bis
L'A31bis est un projet autoroutier de doublement de l'A31 actuelle qui est fortement saturée. Après l'abandon du projet d'A32, celui d'A31bis voit le jour. Celui-ci consiste à améliorer l’écoulement du trafic dans le sillon lorrain.
Ce projet consistera d'une part à aménager les infrastructures existantes :
- élargissement à 2 × 3 voies de l’A31 entre Bouxières-aux-Dames et Féy ;
- aménagement de l'A31 entre Thionville et le Luxembourg en 2 × 3 voies également.

D'autre part à créer de nouvelles sections autoroutières :
- création du barreau Toul-Dieulouard ;
- réalisation du contournement ouest de Thionville.

Ce projet entraîne un débat public organisé du 15 avril au 30 septembre 2015 au cours duquel sont réalisés, un peu partout en Lorraine, des débats et réunions d'information sur le projet d'A31bis. Après ce débat, il faudra attendre le compte rendu puis le bilan de la Commission nationale du débat public, qui paraîtront aux environs de septembre 2015. Il sera ensuite à la charge du maître d'ouvrage de prendre une décision sur les suites du projet entre septembre et décembre 2015.
Le gouvernement entend privilégier les transports du quotidien, et un certain nombre de projets, parmi lesquels figure l'autoroute A31 bis, ne sont plus à l'ordre du jour. Le rapport sur les infrastructures de transport préconise derechef de procéder à l'élargissement de l'autoroute.

### A319
L'autoroute A319 permettra de connecter l'A31 à Vesoul par le doublement autoroutier de la RN 19.